# Гуровский, Роман Владимирович
Роман Владимирович Гуровский (1886 — после 1917) — русский офицер, герой Первой мировой войны.

## Биография
Родился в 1886 году в семье служившего в канцелярии Военного министерства, Владимира Леонардовича Гуровского (ок. 1853 — 15.07.1911); мать — Лидия Михайловна Павлова, дочь генерал-майора.
В Русско-японскую войну — канонир 27-й артиллерийской бригады, 14 декабря 1905 года произведен в подпоручики. 13 июля 1906 года переведен в 1-ю Туркестанскую артиллерийскую бригаду. 18 мая 1910 года вышел в запас пешей артиллерии по Санкт-Петербургскому уезду. Был сотрудником газет «Новое время» и «Вечернее время».
С началом Первой мировой войны был призван в 37-ю парковую артиллерийскую бригаду. Произведен в поручики 17 сентября 1915 года. Затем состоял в 4-й артиллерийской бригаде. Удостоен ордена Св. Георгия 4-й степени
За то, что в бою 27 мая 1916 года, на фронте с. с. Гладки—Воробьевка, находясь на передовом наблюдательном пункте только что занятой нами с боя высоты 389, под сильным артиллерийским и ружейным огнем противника, когда связь с батареями порвалась, а наша пехота, дошедшая до 2-й линии окопов, была атакована во фланг противником и часть ее, потеряв всех офицеров, начала отходить, — собрал оторвавшихся от своих рот нижних чинов и приняв над ними командование, не только отразил атаки противника, но, перейдя в контр-атаку, ворвался во вторую линию окопов австрийцев и удержал занятую позицию до подхода подкреплений, чем способствовал удержанию за нами высоты 389.
Произведен в штабс-капитаны 20 сентября 1917 года на основании Георгиевского статута. Судьба после 1917 года неизвестна.

## Награды
- Орден Святого Станислава 3-й ст. с мечами и бантом (ВП 4.03.1915)
- Орден Святого Георгия 4-й ст. (ВП 25.11.1916)